# Керцер, Дэвид
Дэвид Исраэль Керцер (родился 20 февраля 1948 г.) — американский антрополог и историк, специализирующийся на политической, демографической и религиозной истории Италии. Является профессором социальных наук Университета Пола Дюпи-младшего, профессором антропологии и профессором итальянских исследований в Университете Брауна. Его книга The Pope and Mussolini: The Secret History of Pius XI and the Rise of Fascism in Europe («Папа и Муссолини: Тайная история Пия XI и подъем фашизма в Европе» (2014) получила Пулитцеровскую премию 2015 года в области биографии или автобиографии. С 1 июля 2006 г. по 30 июня 2011 г. занимал должность проректора Университета Брауна.

## Биография
Сын раввина. В 1969 году окончил Университет Брауна. В 1974 году получил докторскую степень по антропологии в Университете Брандейса и до 1992 года преподавал в колледже Боудойн. В том же году поступил на факультет Университета Браун в качестве профессора антропологии и истории.
При поддержке американо-итальянской комиссии Фулбрайта в 1978 году стал старшим преподавателем в Университете Катании, а в 2000 году — заведующим кафедрой в Болонском университете. В 2001 году оставил свой пост профессора истории в Брауновском университете и был назначен профессором итальянских исследований. В 2005 году был избран членом Американской академии искусств и наук. С 1 июля 2006 г. по 30 июня 2011 г. занимал должность проректора в Брауновском университете.

## Исследования
Керцер — автор многочисленных книг и статей о политике и культуре, европейской социальной истории, антропологической демографии, социальной истории Италии XIX века, современном итальянском обществе и политике, а также истории отношений Ватикана с евреями и итальянским государством. Его книга The Kidnapping of Edgardo Mortara стала финалистом Национальной книжной премии в области документальной литературы в 1997 году.
Его книга The Popes Against the Jews («Папы против евреев»), опубликованная в 2001 году, впоследствии была описана как «одна из самых признанных критиками и спорных книг своего жанра» В книге анализируется связь между развитием католической церкви и ростом европейского антисемитизма в 19 и 20 веках, утверждая, что Ватикан и несколько пап активно способствовали удобрению идеологической почвы, которая привела к Холокосту. Работа вызвала бурную дискуссию среди исследователей европейской истории и историков католической церкви. Член Королевского исторического общества Майкл Берли возражал против «беспорядочной хронологии, подделанных текстов и фальсифицированных переводов, которые составляют основу работ Керцера и его сторонников, которые пытаются заменить подлинное историческое повествование идеологически мотивированной полемикой».
В последующей работе The Pope and Mussolini: The Secret History of Pius XI and the Rise of Fascism in Europe «Папа и Муссолини: тайная история Пия XI и подъема фашизма в Европе» (2014 г.) были изучены документальные свидетельства из секретных архивов Ватикана, в которых утверждается, что Папа Пий XI сыграл значительную роль в поддержке подъема фашизма фашизма и Бенито Муссолини в Италии. Книга получила Пулитцеровскую премию за биографию или автобиографию в апреле 2015 года.
В 2020 году, после десятилетий давления, архивы Ватикана были наконец открыты, и Керцер был одним из первых историков, получивших к ним доступ. На момент смерти Пия XII в 1958 году все документы понтификата были закрыты; из-за того, что ученые не могли ознакомиться с ними, многие вопросы остались без ответа, что сделало Эудженио Пачелли одним из самых противоречивых пап в истории. При поддержке тысяч неопубликованных документов в своей книге 2022 года The Pope at War: the Secret History of Pius XII, Hitler, and Mussolini «Папа в годы войны (Тайная история Пия XII, Гитлера и Муссолини») Керцер раскрыл существование секретных переговоров между Гитлером и Пием XII уже через несколько недель после окончание конклава. Он также показал, в какой степени Муссолини полагался на итальянское духовенство и религиозные институты, чтобы получить народную поддержку вступления в войну, и как Муссолини и Гитлер сумели манипулировать понтификом в своих интересах. Прежде всего, Керцер объясняет, почему, несмотря на неопровержимые доказательства продолжающегося истребления евреев, Пий XII никогда не осуждал зверства нацистов, поскольку он предпочитал отказаться от роли морального наставника чтобы не подвергать риску дальнейшее существование Церкви.

### Книжные награды
- 1985: Премия Марраро (Общество исторических исследований Италии) за лучшую работу по истории Италии в 1984 году за книгу Family Life in Central Italy.
- 1991: Премия Марраро (Общество исторических исследований Италии) за лучшую работу по истории Италии в 1989 году в категории Family, Political Economy, and Demographic Change.[13]
- 1997: Национальная еврейская книжная премия в категории еврейско-христианских отношений за книгу The Kidnapping of Edgardo Mortara[14]